# Universitatea Cluj
El FC Universitatea Cluj, más conocido simplemente como "U" Cluj, es un club de fútbol de Cluj-Napoca, Rumania. El "U" Cluj fue parte del CS Universitatea Cluj, un club fundado en septiembre de 1919. En 1994 el departamento de fútbol, denominado ahora AS FC Universitatea Cluj, se separó administrativamente de la entidad deportiva, convirtiéndose en un club de fútbol profesional. Juega en la Liga I.
Desde 1932 hasta la actualidad ha participado sin interrupción en todas las ediciones del campeonato de fútbol rumano. El único título que ganó en su historia es la Copa de Rumania en 1965. 
Los colores del club, blanco y negro, fueron elegidos por los estudiantes Mihai Tripa y Andrei Suciu. Desde su creación, el "U" Cluj ha celebrado sus partidos de local en el Stadionul Ion Moina. La única excepción fue durante 1941 y 1945, cuando el club se trasladó a Sibiu por el Segundo arbitraje de Viena. En la actualidad el club juega como local en el moderno Cluj Arena.
Tradicionalmente, los jugadores del equipo "U" Cluj son conocidos como los șepcile roșii (en español: gorras rojas), debido a las gorras que usaban los estudiantes de Cluj en el pasado. El club cuenta con muchos aficionados y mantiene una histórica rivalidad con el otro equipo de la ciudad, el CFR Cluj.

## Historia

### Fundación y primeros años (1919-1945)
En 1919, los estudiantes de la Sociedad Académica Rumana "Petru Maior" de Budapest trasladó su sede a Cluj y, por tanto, también su organización deportiva. Desde el primer momento se produjo una gran afluencia de jóvenes deseosos de estudiar en Cluj estableciéndose en un campus universitario en el que se proyectó un Instituto de Educación Física. En otoño de ese mismo año aparecieron en Cluj artículos de prensa instando a los estudiantes a participar en la creación del club deportivo de la Universidad. En la primera reunión participaron más de cien jugadores y, después de varias reuniones, el comité directivo se formó y comenzó el primer entrenamiento.
El club deportivo de la Universitatea Cluj fue fundado en septiembre de 1919 por la "Sociedad Deportiva de Estudiantes Universitarios" (en rumano: Sportivă a Studenţilor Universitari). Su primer presidente fue el profesor Iuliu Haţieganu, médico y político (PNTCD). En los primeros años de su existencia, el "U" Cluj jugó solamente en algunos partidos locales, ya que en aquel momento no había ningún campeonato de fútbol a nivel nacional. El 16 de mayo de 1920 se jugó en Arad el primer partido oficial contra el Gloria. El Universitatea ganó 3-1 con goles anotados por Eugen Crâsnic, Sabin Târla y Sabin Vățianu. Posteriormente, el equipo jugó la final de la Copa Mara en 1923 contra el Chinezul Timișoara (0-2). En ese mismo año, el Universitatea Cluj participó en un torneo internacional en el que el club pudo jugar con algunos de los equipos más importantes de Francia, Italia y Yugoslavia: perdió 0-5 ante el Stade Française (campeón francés), venció 4-2 al Olympique Lyon, al Grenoble Étudiant Club por 3-0, perdió 0-1 ante el Politécnico de Turín y 1-2 frente al HASK Zagreb (el campeón yugoslavo).
"U" jugó en el campeonato de fútbol nacional rumano Divizia A partir de 1932, cuando fue creada la Divizia A. En esta primera temporada de "U" terminó primero en su grupo y jugó la final del campeonato contra el Ripensia Timișoara (0-0 y 3-5). En la primera temporada de la Copa de Rumania, en 1933-34, "U" logró llegar a la final, donde perdió contra el Ripensia Timișoara (0-5).

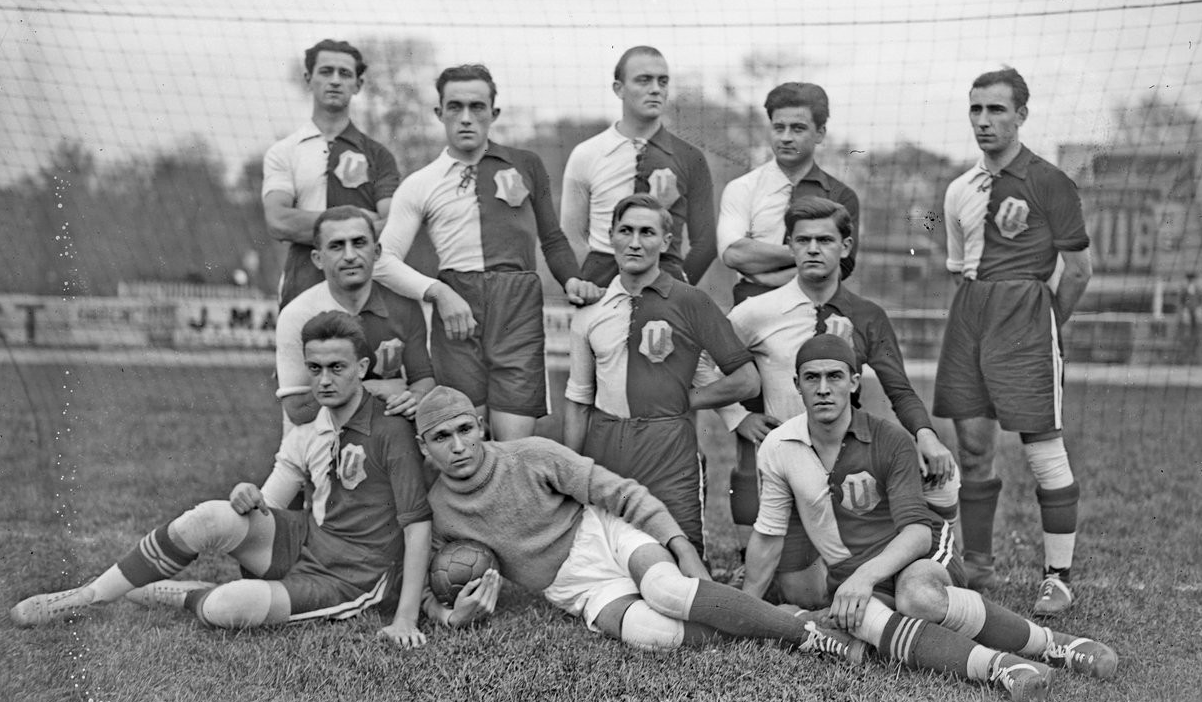
El equipo en 1923 en Francia

En 1940 el Universitatea tuvo que mudarse de Cluj a Sibiu como resultado del Segundo arbitraje de Viena, cuando la parte norte de Transilvania fue cedida a Hungría. En 1942, "U" jugó la final de la Copa de Rumania por segunda vez, y perdió contra el Rapid Bucarest (1-7). En 1945, después del final de la Segunda Guerra Mundial y la devolución de la parte norte de Transilvania a Rumania, el "U" volvió a Cluj.

### Știința Cluj y título de Copa (1946-1972)
En 1946, el nombre del club fue cambiado a Știința Cluj (traducido al español: Ciencia de Cluj). En 1949 el equipo llegó a la final de la Copa de Rumania, por tercera vez, pero fue nuevamente derrotado, esta vez por el CSCA Bucarest, el actual Steaua de Bucarest, (1-2).
A finales de la década de 1950 y el comienzo de la década de 1960, el gerente del equipo fue Ștefan Kovács, un entrenador rumano muy famoso que más tarde se convirtió en entrenador del Ajax de Ámsterdam. Fue el primer rumano que entrenar a un club famoso del fútbol europeo.
En 1964-65, el "U" ganó la Copa de Rumania y este sigue siendo el primer título oficial y el mayor éxito del club. En 1966, el nombre del equipo fue cambiado de nuevo a Universitatea Cluj, pero más conocido como "U". Al final de la temporada 1971–72, el "U" se encontraba en la mejor posición en el campeonato de Rumania Divizia A después de la Segunda Guerra Mundial, ya que terminó tercero en la tabla de la liga, con el mismo número de puntos que el segundo clasificado, el UTA Arad.

### Crisis deportiva (1998-2005)
En 1998, el "U" llegó a la final de la ya extinta Cupa Ligii (la Copa de la Liga), pero perdió ante el FCM Bacău. En 1999, el "U" descendió a la Divizia B, la segunda división rumana, y en 2000 descendió, por primera vez en su historia, a la Divizia C. El equipo universitario solo jugó una temporada en la tercera división y en 2001 ascendió de nuevo a Divizia B. El entrenador de la selección en el momento fue el ex internacional rumano, Ioan Sabău, que comenzó a jugar al fútbol en la década de 1980 en "U" Cluj.
En 2005, el nuevo objetivo se convirtió en el ascenso a la Liga I. Desafortunadamente para el club, bajo las órdenes de Leo Grozavu, que a menudo jugaba un fútbol muy defensivo, el equipo cosechó demasiados empates y el equipo perdió el segundo puesto que daba acceso a la promoción mediante play-off por un solo punto.

### Regreso a Liga I (2007-presente)
En la temporada 2006-07 el club contrató al técnico Adrian Falub, que nunca antes había entrenado pero había jugado más de 220 partidos en el "U" Cluj.
Bajo su mandato, el equipo tuvo un mal comienzo de temporada e incluso llegó a la 8.ª posición. Sin embargo, el equipo se instaló en la primera posición y llegó a aventajar en 6 puntos al segundo clasificado. El 19 de mayo de 2007 se aseguró el ascenso a Liga I después de un empate 0-0 ante el segundo clasificado, el Dacia Mioveni, y por lo tanto, tres semanas antes del partido final, el "U" puso fin a la racha de ocho años en las divisiones inferiores y regresó a la primera división del fútbol rumano, la temporada número 52 en su historia.

## Uniforme
- Uniforme titular: Camiseta blanqui-negra, pantalón y medias blancas.
- Uniforme alternativo: Camiseta dorada con mangas negras, pantalón y medias negras.

## Estadio

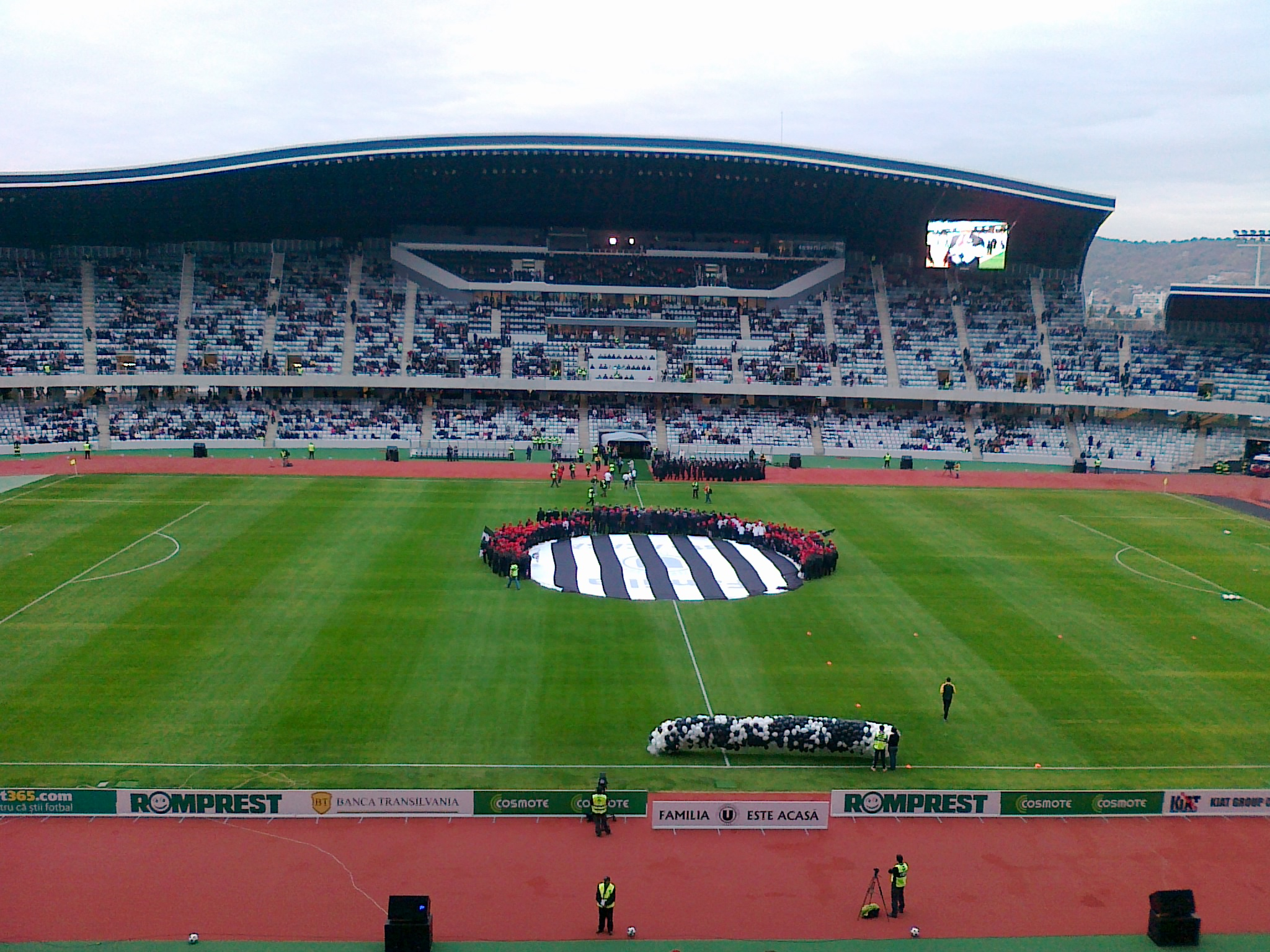
Cluj Arena

El primer estadio de fútbol y atletismo de Cluj-Napoca, el Stadionul Ion Moina, fue construido entre 1908 y 1911 y tenía una capacidad para 1.500 espectadores. La inauguración oficial en 1911 se llevó a cabo mediante la organización de un partido entre el CFR Cluj y el Galatasaray. Fue el primer partido en Europa para el Galatasaray y el equipo de Cluj ganó 8-1. En 1961 se construyeron nuevas tribunas y la capacidad del estadio aumentó a 28 000 espectadores. Las nuevas tribunas tenían una apariencia en forma de U, como el nombre del Universitatea. En 2000, más de la mitad de las gradas fueron declaradas inseguras estructuralmente para acoger seguidores y por lo tanto, se cerraron, dejando el estadio con una capacidad de 13 000 espectadores.
A finales de 2008 el viejo estadio Ion Moina fue demolido y comenzaron las obras de construcción para el nuevo Cluj Arena. Mientras tanto, el U Cluj jugó sus partidos como local en las temporadas 2008-09 y 2009-10 de la Liga II en el estadio Clujana y los de la temporada 2010-11 en Liga I en el estadio Cetate de Alba Iulia.
El 11 de octubre de 2011, el Universitatea inauguró el nuevo estadio con la celebración de un partido amistoso ante el Kuban Krasnodar ruso, que terminó 0-4 para los visitantes. Solo una semana después disputó su primer partido oficial en la Liga I ante el FC Brașov, ganando 1-0.

## Rivalidades

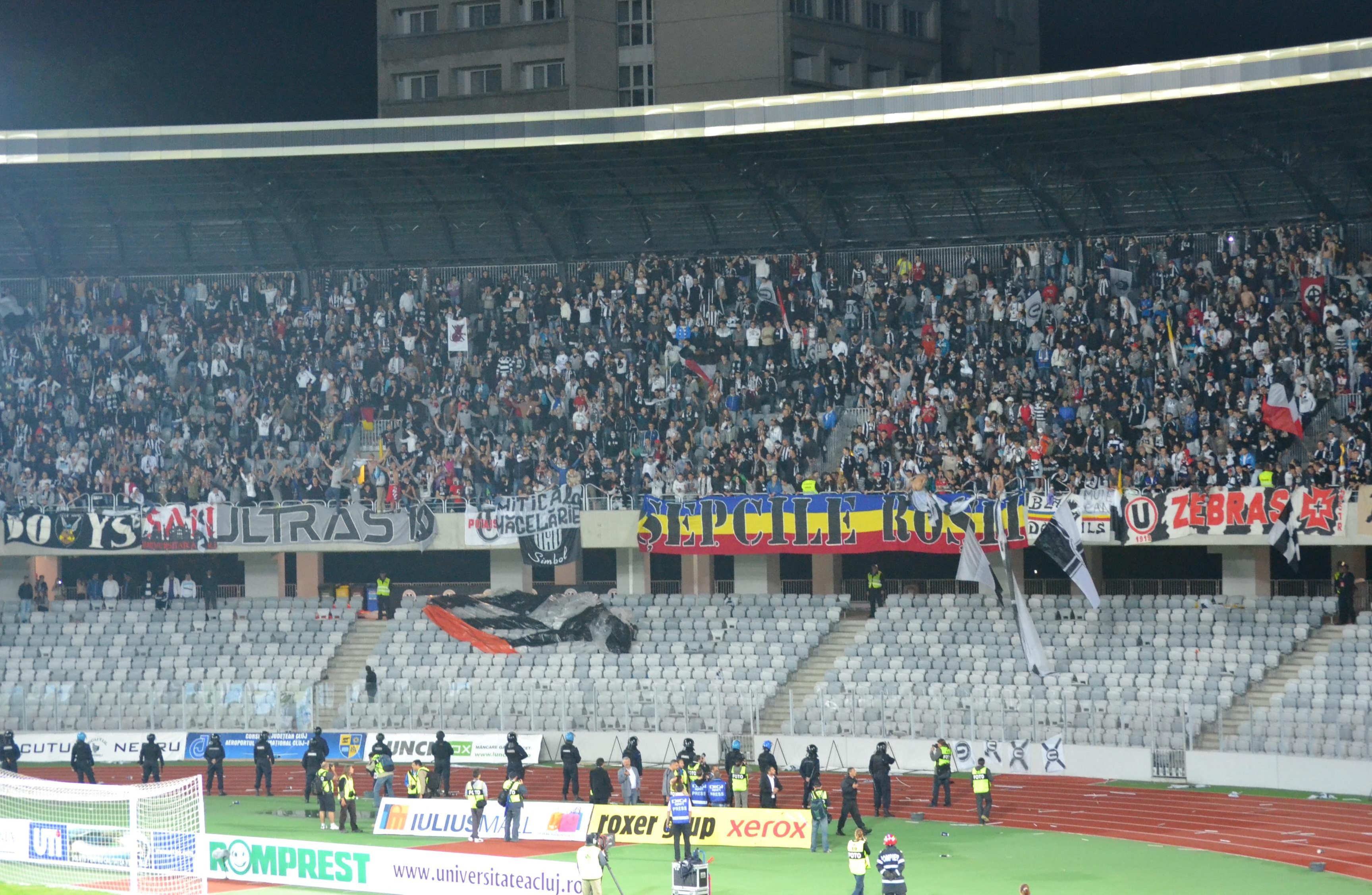
Aficionados

El principal rival del Universitatea Cluj son sus vecinos del CFR Cluj, con quienes disputa el Derbi de Cluj. Ambos son los clubes más importantes y seguidos de la ciudad y cuentan con una larga tradición futbolística. El primer enfrentamiento entre ellos fue un CFR 1–2 CSU Cluj en 1924.

## Palmarés
- Copa de Rumania (1): 1964-65
- Liga II (6): 1950, 1958, 1979, 1985, 1992, 2007

## Entrenadores
- Adalbert Molnár (1933)
- Otto Eckhardt (1934)
- Iosif Kovács (1935–??)
- Adalbert Kovács (1937)
- Ferenc Nyúl (1937)
- I. Szaniszló (1938–??)
- Vasile Gain (1941–??)
- Maeltus (1944–??)
- Nicolae Kovács (1946–47)
- Ștefan Kovács (1953–62)
- Constantin Teaşcă (1967–1968)
- Angelo Niculescu (1981–1982)
- Cornel Dinu (1989)
- Dan Anca (octubre de 1989–marzo de 1990)
- Ștefan Sameș (1990)
- Vasile Iordache (1990)
- Dan Anca (octubre de 1993–1994)
- Ioan Andone (1994–95)
- Dan Anca (Oct 1995–97)
- Cornel Țălnar (1997–98)
- Dan Anca (Dec 1998–99)
- Ioan Ovidiu Sabău (2000), (2001)
- Stelian Gherman (2001–02)
- Ioan Ovidiu Sabău (2003)
- Mircea Cojocaru (2003–julio 04)
- Marin Ion (2004–05)
- Leontin Grozavu (2005–06)
- Adrian Falub (2006–Oct 07)
- Gheorghe Mulțescu (2007–08)
- Alpár Mészáros (enero-agosto de 2008)
- Marius Popescu (agosto de 2008)
- Dorinel Munteanu (agosto-octubre de 2008)
- Gheorghe Mihali (2008–abril de 2009)
- Dorinel Munteanu (abril–junio de 2009)
- Carmelo Palilla (julio-agosto de 2009)
- Marius Popescu (agosto de 2009)
- Cornel Țălnar (agosto-octubre de 2009)
- Cristian Dulca (2009–2010)
- Marian Pană (julio-noviembre de 2010)
- Claudiu Niculescu (noviembre de 2010)
- Ionuț Badea (2010–2012)
- Claudiu Niculescu (2012)
- Cristian Dulca (julio–octubre de 2012)
- Marius Popescu (interino) (octubre–noviembre de 2012)
- Marius Șumudică (noviembre de 2012)
- Marius Popescu (noviembre de 2012–enero de 2013)
- Ionel Ganea (febrero de 2013–septiembre de 2013)
- Gheorghe Barbu (interino) (octubre de 2013)
- Mihai Teja (octubre de 2013 – septiembre de 2014)
- George Ogăraru (septiembre de 2014 – marzo de 2015)
- Adrian Falub (marzo de 2015 – junio de 2015)
- Marius Popescu (julio de 2015 – octubre de 2015)
- Mihai Teja (octubre de 2015 – abril de 2016)
- Zsolt Szilágyi (2016)
- Ovidiu Sărmăşan (interino) (2016)
- Marius Popescu (julio de 2016 – septiembre de 2017)
- Adrian Falub (septiembre de 2017 – octubre de 2018)
- Mircea Cojocaru (interino) (octubre de 2018 – diciembre de 2018)
- Bogdan Lobonț (diciembre de 2018 – junio de 2019)
- Cristian Dulca (junio de 2019 – septiembre de 2019)
- Adrian Falub (septiembre de 2019 – septiembre de 2020)
- Costel Enache (septiembre de 2020 – mayo de 2021)
- Erik Lincar (mayo de 2021– agosto de 2022)
- Eugen Neagoe (agosto de 2022 – diciembre de 2022)
- Ioan Ovidiu Sabău (enero de 2023 – mayo de 2023 )
- Anton Petrea (junio de 2023 – agosto de 2023)
- Ioan Ovidiu Sabău (agosto de 2023 – )